# Reggiane

Reggiane-Firmenemblem

Reggiane, mit vollem Namen Officine Meccaniche Reggiane (OMR), auch bekannt als Officine Meccaniche Italiane Reggiane S.A. (OMIR), ist ein Eisenbahnhersteller sowie früherer Flugzeug- und Motorenhersteller aus Italien, der zur Caproni-Gruppe des Luftfahrt-Ingenieurs und Industriellen Graf Giovanni Battista Caproni gehörte. Ihren Stammsitz hat das Unternehmen in Reggio nell’Emilia. Während des Zweiten Weltkriegs gehörte Reggiane zu den wichtigen Lieferanten von Kampfflugzeugen für die Regia Aeronautica. Nach dem Krieg war die Firma zunächst im Karosseriebau und dann vor allem im Bau von Lokomotiven aktiv.

## Geschichte
Das erste Flugzeug war der mittlere Bomber Piaggio P.32bis, aus dem die Caproni Ca.405C Procellaria entwickelt wurde.
Während des Zweiten Weltkriegs wurde Reggiane mit seinen Jagdflugzeugen für die Regia Aeronautica berühmt, lieferte entsprechende Maschinen aber auch an die Ungarische, Schwedische und die deutsche Luftwaffe.
Nach dem Ende des Krieges war Reggiane zunächst über den Tochterbetrieb Carrozzeria Ala d’Oro im Karosseriebau tätig, bevor es schwerpunktmäßig unter eigenem Namen Lokomotiven fertigte.
Heute stellt Reggiane Kräne her. Reggiane wurde von Fantuzzi übernommen und diese von Terex.

## Flugzeuge
Eigene Typen 
- Reggiane Re.2000 Falco (349 Maschinen – davon 70 für Ungarn und 60 für Schweden)
- Reggiane Re.2001 Falco II (252 Maschinen)
- Reggiane Re.2002 Ariete (225 Maschinen)
- Reggiane Re.2005 Sagittario (37 Maschinen)
- Reggiane Re.2006 Sagittario II (1 Maschine)

Lizenzbauten
- Piaggio P.32bis (2 Maschinen – erstes bei Reggiane gebautes Flugzeug – abgesehen von einer Caproni Ca.5 im Jahre 1918)
- Savoia-Marchetti S.M.79 (405 Maschinen)

Prototypen
- Caproni Ca.405C Procellaria (2 Maschinen)
- Reggiane Re.2003 (2 Maschinen)
- Reggiane Re.2004 (1 Maschine nicht fertiggestellt)

Projekte
- Reggiane Re.2005 Saggittario Bifusoliera (Version der Re.2005 mit doppeltem Rumpf ähnlich der US-amerikanischen P-38 Lightning)
- Reggiane Re.2005R Saggittario Reattore (Version der Re.2005 mit zusätzlichem Motorluftstrahltriebwerk im Heck)
- Reggiane Re.2006C (auch Re.2006 Corsa oder Re.2006 Racer – Rennflugzeug-Version der Re.2006 der unmittelbaren Nachkriegszeit – nur als kleines Holzmodell gebaut)
- Reggiane Re.2006PP (Postflugzeug auf Basis der Re.2006 der unmittelbaren Nachkriegszeit)
- Reggiane Re.2007 (Projekt eines Düsenjägers – Konstruktionsarbeiten bis Kriegsende vollendet, aber Triebwerk wurde nicht geliefert)
- Reggiane Re.2008 (Projekt eines Düsenjägers der frühen Nachkriegszeit)
- Caproni-Reggiane Ca.8000 (Projekt eines großen Flugboots mit transatlantischer Reichweite, noch aus der Kriegszeit)

## Flugmotoren
Eigene Motoren
- Reggiane Re.102 RC.50/1 (Prototyp)
- Reggiane Re.103 RC.50/1 (Prototyp)
- Reggiane Re.104 RC.48/D mit 1.100 PS beim Start (Prototyp)
- Reggiane Re.105 RC.100 mit 1.250 PS beim Start (Prototyp eines Höhenmotors)
- Entwurf eines Motors mit 18 Zylindern und 1.500 PS beim Start

Lizenzbauten
- Piaggio P.VII C.16 / C.16bis / C.35 / C.45 (1.231 Exemplare)
- Fiat A.74 RC.38 Ciclone (1.722 Einheiten)
- Piaggio P.XIbis RC.40 (1.121 Einheiten)
- Piaggio P.XV RC.24/60 Uragano (186 Einheiten)
- Piaggio P.XIX RC.45 Turbine (300 Einheiten)
- Fiat RA.1050 RC.58 Tifone (Keine Produktion – ursprünglich 1.000 Einheiten im Jahr 1943 bestellt)

## Traktoren
Reggiane stellte von 1939 bis in die 1950er Jahre auch einige Raupenschlepper-Prototypen her, von denen jedoch keiner in Serie gebaut wurde.